# 奥間埜乃
奥間 埜乃（おくま のの、1975年 - ）は、日本の詩人。東京都在住。

## 略歴
- 早稲田大学第二文学部卒。学習院大学大学院人文科学研究科日本語日本文学近現代文学博士前期課程修了（修論：小熊秀雄論）。人文系専門書出版社勤務を経て現在、順天堂大学大学院医学研究科博士課程修了（緩和医療学）[1]。
- 2019年、第一詩集『さよなら、ほう、アウルわたしの水』を書肆山田より出版。
- 2019年、小説「ひとつの歩、奏でる」で第25回三田文学新人賞最終候補[2]。
- リーディング・パフォーマンス〈ヒガヨン・セラ〉HiggionSelahに参加[1]。メンバーは田中教順（ミュージシャン）藤原安紀子（詩人）、山本草介（映像作家）。
- 2021年1月31日、慶應義塾大学ホールで行なわれた〈ヒガヨン・セラ〉vol.3公演について「 〈ヒガヨン・セラ〉vol.3 公開制作レポート 名もないことばの無数のエコー 」が「三田文学」145号に掲載される[3]
- 2023年、『黯らかな静寂、すべて一滴の光』で第28回中原中也賞最終候補。

## 作品リスト

### 著書
- 『さよなら、ほう、アウルわたしの水』（2019年、書肆山田）。
- 『黯（くら）らかな静寂（しじま）、すべて一滴の光』（2021年、書肆山田）。

### 雑誌等掲載
- ［もんじ］の策略（久谷雉「ミッドナイト・プレス詩の教室」第8講）
- 向井豊昭『骨踊り』: 向井豊昭小説選』書評（「季報 唯物論研究」148）
- ラット奉迎の辞（「三田文學」2020年冬季号）
- ひらり、とまり、（「早稲田学報」2020年6月号）
- マーガレット・アトウッド『サークル・ゲーム』書評（「図書新聞」3458号）
- 浸みゆく光、藍色に染まる鳥の夢 （「ユリイカ」2020年10月号）
- オブスキュア・オブスクラ（「文學界」2020年11月号）　※写真家・城田圭介とのコラボレーション。
- らせんのけたぐり（「現代詩手帖」2020年）
- まなざしのゆくえ（「三田文學」2020年秋季号）
- 新人展望（「現代詩手帖」2020年12月号）
- 日和聡子『この世にて』書評（「図書新聞」3481号）
- /#ドキュメント・フラグメント（「ユリイカ」2021年5月号）
- 水田宗子『白石かずこの世界』書評（「図書新聞」）
- 歌会（小説、新春フィクション、「図書新聞」2022.1.1 3525号）
- 河津聖恵詩集『綵歌』書評（「図書新聞」3549号）
- 〈男〉なんていないと想像してごらん（「現代詩手帖」特集：わたし／たちのジェンダー）
- 多和田葉子『パウル・ツェランと中国の天使』書評（「図書新聞」）
- ここにある〈脈拍〉（朝日新聞2023年5月14日付「あるきだす言葉たち」）
- 浸み込んだ日付（「Marginalia」vol.2　マルジナリア書店、責任編集 海と夕焼）
- 高安海翔【誰もいない夜】書評（「現代詩手帖」）
- 斜度のかたりへ（「阿吽」）
- 新井高子『おしらこさま綺聞』書評
- わたしは形容されない安らいだフィールド（「Magellan Future」）
- 『ヘルベルト詩集』書評（「図書新聞」）

### 連載
- 詩誌月評（「現代詩手帖」2021年1月号～12月号）